# أنا أحب xxx (أغنية)
"أحب xxx" (أنا ♥ ×××アイ・ラヴ، آي رافو) هي أغنية للمغنية وكاتبة الأغاني اليابانية آي أوتسكا، صدرت كأغنيتها الفردية الحادية والعشرين في 8 سبتمبر 2010، من خلال شركة أفيكس تراكس.

## المفهوم والموضوعات
أغنية "أحب xxx" هي قصيدة غنائية تحتوي على عناصر جوهرية، تعبر عن الحب والتقدير للعناصر الغالية في الحياة، مثل الأسرة والأصدقاء، بالإضافة إلى عناصر الطبيعة مثل النجوم والقمر.
أوضحتآي اوتسوكا أن الأغنية تحتوي على أبسط الكلمات بين أعمالها، مقترنةً لحنٍ مصمم ليكون سهل الوصول والغناء لجمهور واسع.
على عكس تراكيب الأغاني الشعبية التقليدية التي تحتوي على مقاطع متميزة من الآية، وما قبل الكورس، والكورس، تتبنى الأغنية ترتيبًا غير تقليدي يركز على الكورس، والذي أشار إليه آي اوتسوكا بمرح بأنه "لعبة سريالية، تحويلية."
كتبت كلمات الأغاني بشكل عفوي، حيث قامت أوتسكا بإدراج كلمات ومفاهيم تثير الجمال العالمي.
كانت فكرة إنشاء الأغنية مستوحاة من رغبة اوتسكا في صياغة قطعة تت diverge عن الأسلوب الصارم والرسمى المرتبط عادةً بالموسيقى الكورالية.
في البداية، وجدت أن مهمة التأليف لفرقة كورال مرهقة، مشيرةً إلى عدم معرفتها بالأغاني الكورالية التقليدية، وذكرت الكلاسيكيات مثل "تسوباسا أو كوداساي" كنقطة مرجعية واحدة لها.
بعد البحث في الأغاني السابقة المستخدمة في مسابقة جوقة NHK، بما في ذلك تلك التي قدمها فنانون مثل Dreams Come True، شعرت أوتسوكا بالتحدي من الأسلوب "المحافظ" للموسيقى الجوقة.
في النهاية، استلهمت من موسيقى الإنجيل، متخيلة تجربة غنائية جماعية مبهجة تشبه جوقة الكنيسة.
كانت تهدف إلى إنشاء أغنية تتيح للفنانين الغناء بمشاعر حقيقية وحرية، م breaking away من العروض الصارمة والمتزامنة التي تُرى غالبًا في مسابقات الجوقة.

## الترويج
كانت الأغنية هي الأغنية المحددة لقسم المدارس المتوسطة في مسابقة NHK الوطنية للموسيقى المدرسية السابعة والسبعين (المعروفة باسم N-Kon في اليابان)، كما تم تمييزها أيضًا كأغنية شهر أغسطس-سبتمبر 2025 لبرنامج الأسرة NHK "Minna no Uta".
وكموضوع لقسم المدارس المتوسطة في المسابقة الوطنية للموسيقى المدرسية السابعة والسبعين، تم أداء "أحب xxx" من قبل جوقات الطلاب في جميع أنحاء اليابان.
وزاد اختيارها لـ "Minna no Uta" من مدى انتشارها، حيث كانت الأغنية مصحوبة بفيديو متحرك.

## قائمة المسار
| #  | عنوان                       | المدة |
| -- | --------------------------- | ----- |
| 1. | "I Love xxx" (I ♥ ×××)      | 5:03  |
| 2. | "I Love xxx" (Instrumental) | 5:03  |